# Cypress (Illinois)
Cypress és una població dels Estats Units a l'estat d'Illinois. Segons el cens del 2000 tenia 271 habitants.

## Demografia
Segons el cens del 2000, Cypress tenia 271 habitants, 117 habitatges, i 80 famílies. La densitat de població era de 139,5 habitants/km².
Dels 117 habitatges en un 23,1% hi vivien nens de menys de 18 anys, en un 55,6% hi vivien parelles casades, en un 6% dones solteres, i en un 31,6% no eren unitats familiars. En el 25,6% dels habitatges hi vivien persones soles el 14,5% de les quals corresponia a persones de 65 anys o més que vivien soles. El nombre mitjà de persones vivint en cada habitatge era de 2,32 i el nombre mitjà de persones que vivien en cada família era de 2,81.
Per edats la població es repartia de la següent manera: un 17,7% tenia menys de 18 anys, un 11,8% entre 18 i 24, un 31,4% entre 25 i 44, un 22,1% de 45 a 60 i un 17% 65 anys o més.
L'edat mediana era de 40 anys. Per cada 100 dones de 18 o més anys hi havia 97,3 homes.
La renda mediana per habitatge era de 30.208 $ i la renda mediana per família de 37.813 $. Els homes tenien una renda mediana de 22.750 $ mentre que les dones 17.917 $. La renda per capita de la població era de 13.849 $. Aproximadament el 3,1% de les famílies i el 7,6% de la població estaven per davall del llindar de pobresa.

## Poblacions properes
El següent diagrama mostra les poblacions més properes.